# Janina Kossak-Pełeńska
Janina Kossak-Pełeńska, także Janina Pełeńska
(ur. 1875, zm. 4 listopada 1943 we Lwowie) – poetka, pisarka, dziennikarka, aktorka, działaczka społeczna.

## Życiorys
Wywodziła się z ziemi lwowskiej. Ukończyła szkołę średnią. Została żoną Rusina Jana Pełeńskiego (auskultant sądowy w Nowym Sączu, adiunkt sądowy w Starym Sączu, później sekretarz, radca C. K. Sądu Obwodowego w Sanoku, przypisany w tym mieście do ulicy Jagiellońskiej, adwokat, działacz polityczny).
Została określona jako poetka polsko-ukraińska. Jej pierwsze wiersze, nowele, felietony, recenzje teatralne ukazywały się na łamach pism polskich, w tym „Gazety Przemyskiej”, „Głosu Rzeszowskiego” (pt. Duchy). W Przemyślu w 1909 wygłosiła pozytywnie przyjęty odczyt o Juliuszu Słowackim. W 1908 została nagrodzona w konkursie literackim zorganizowanym przez periodyk „Wiek Nowy” za nowelę pt. Smenta (nadesłano łącznie ok. 300 prac, a nagrodzeni zostali wówczas także Maria Czeska-Mączyńska i Henryk Zbierzchowski). Zaproszona do współpracy w tym piśmie publikowała swoją twórczość na jego łamach. Ponadto podjęła współpracę z pismami we Lwowie, Krakowie i Warszawie. Była również współpracowniczką czasopisma „Tygodnik Ziemi Sanockiej”, na łamach którego wydrukowano nowelę Smenta, recenzje teatralne, artykuł i wiersz opiewające powstanie styczniowe. W 1911 jej nowela pt. Rozbieżne drogi została wyróżniona w konkursie „Kroniki Powszechnej” i w tym samym roku była drukowana na łamach tego czasopisma. Łącznie ogłosiła kilka powieści i nowel. Wraz z sanockimi inżynierami Mieczysławem Nawarskim i Fischlerem była założycielką kółka dramatycznego w Sanoku, organizującego przedstawienia sceniczne w mieście, w który ona sama grała główne role.

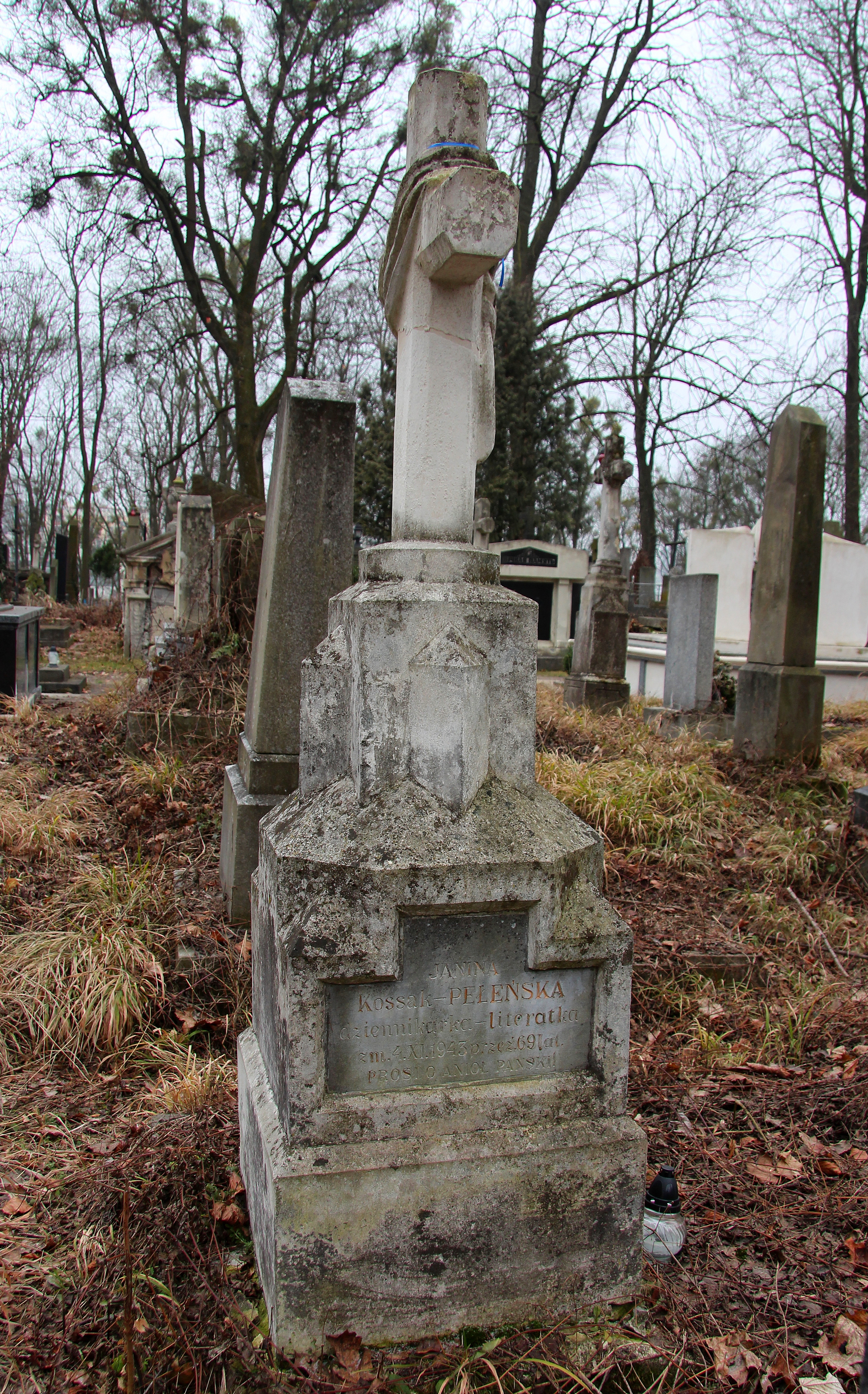
Nagrobek Janiny Kossak-Pełeńskiej

W Sanoku manifestacyjnie okazywała swoje poglądy socjalistycznie (np. udziałem w pochodzie robotniczym), stanowiąc unikatowy przypadek osoby wywodzącej się ze sfery „arystokracji urzędniczej” i reprezentującej ww. idee. Po wybuchu I wojny światowej od 3 sierpnia 1914 wraz z bliskimi przebywała w Linzu. Od 1915 do 1917 działała na uchodźstwie w strukturach prasy polskiej w Wiedniu. Po odzyskaniu przez Polskę niepodległości nadal aktywnie pracowała w polskiej prasie. Od 1922 działała w redakcji „Gazety Porannej”, w tym redagowała periodyk „Kobieta w Domu i Salonie (Gazeta Poranna swoim czytelniczkom)”. Współpracowała także z „Gońcem Wieczornym”. Pisała na tematy społeczne, kulturalne i gospodarcze. Tworzyła także poezje, np. na Boże Narodzenie, wiersz pt. Na śmierć ś.p. Wilhelminy Zaleskiej (zmarłej żony dr. Karola Zaleskiego).
W Sanoku działała w zarządzie Towarzystwa Kółka „Rodzina”, została wskazana przez Alojzego Zieleckiego jako jedna z czołowych postaci środowiska ukraińskich nacjonalistów. Przed 1914 należała także do sanockiego gniazda Polskiego Towarzystwa Gimnastycznego „Sokół” (1906, 1912) oraz do Sanockiej Chorągwi Drużyn Bartoszowych (od 3 sierpnia 1911 do 31 lipca 1914). W 1912 zorganizowano jej odczyt w sanockim oddziale „Wyzwolenia”. Działała społecznie w strukturach m.in. Związku Pracy Obywatelskiej Kobiet, władzach Syndykatu Dziennikarzy Lwowskich, Komitecie Budowy Pomnika Marii Konopnickiej. Była działaczką Związku Pracy Obywatelskiej Kobiet we Lwowie.
Do 1939 pozostawała dziennikarką we Lwowie. Zamieszkiwała tam przy ulicy Zdrowie 6. Zmarła 4 listopada 1943 we Lwowie w wieku 68 lat. Została pochowana na Cmentarzu Łyczakowskim we Lwowie (pole 55).

## Publikacje
- Na falach życia (powieść; w: „Gazeta Przemyska” 1909[40]; wyd. 1910, nakł. Gebethner i Wolff)[13][41]
- Mazepa (sztuka dramatyczna; przed 1910)[42]
- Niechaj ten obcy nie wie! (z cyklu: Konwenans-Samowładny Król) (w: „Tygodnik Ziemi Sanockiej” 15/1910)[43][44][45][46]
- Rozbieżne drogi (nowela; 1911)[47][48]